# Schlauchtuch

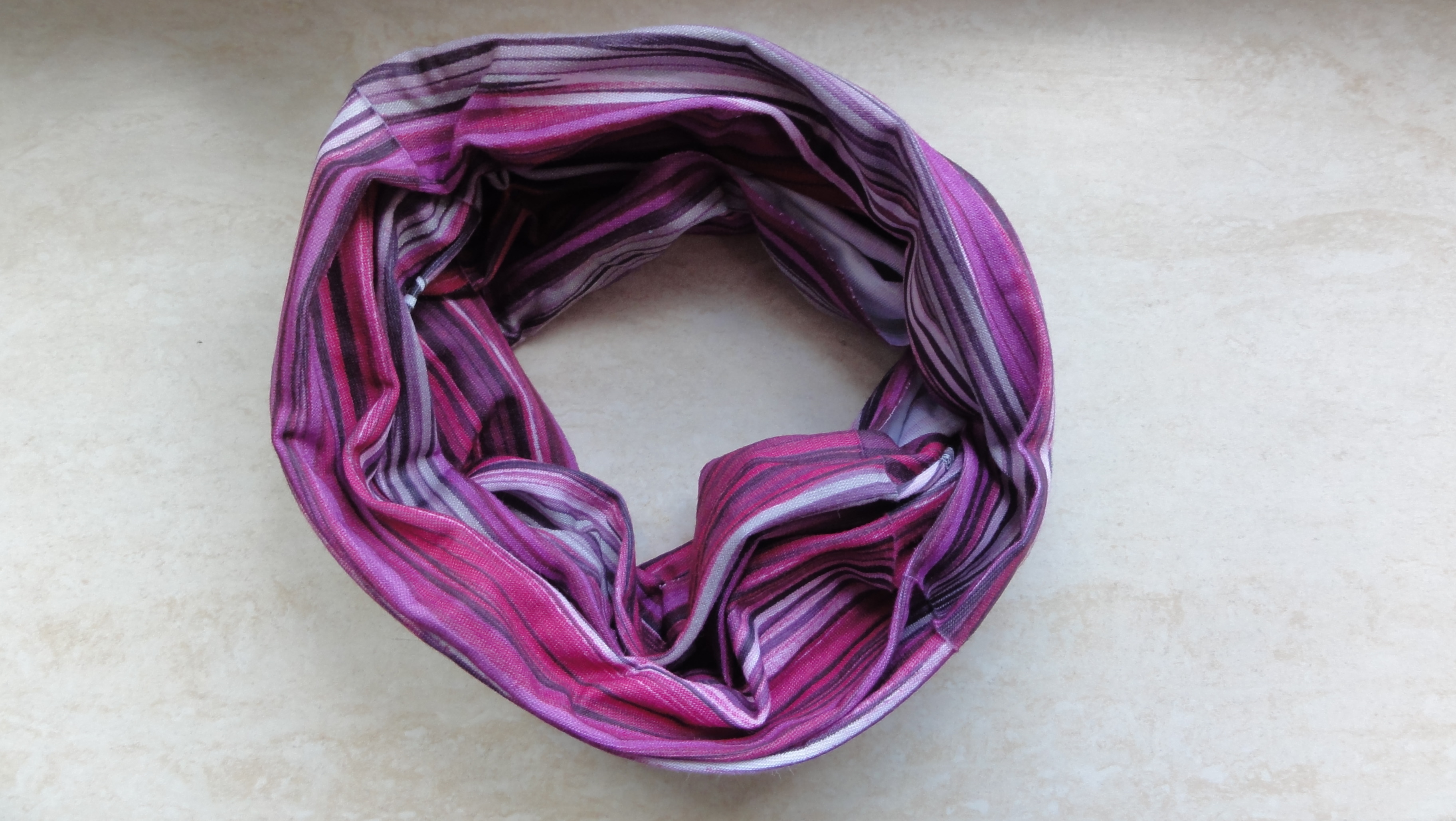
Schlauchtuch

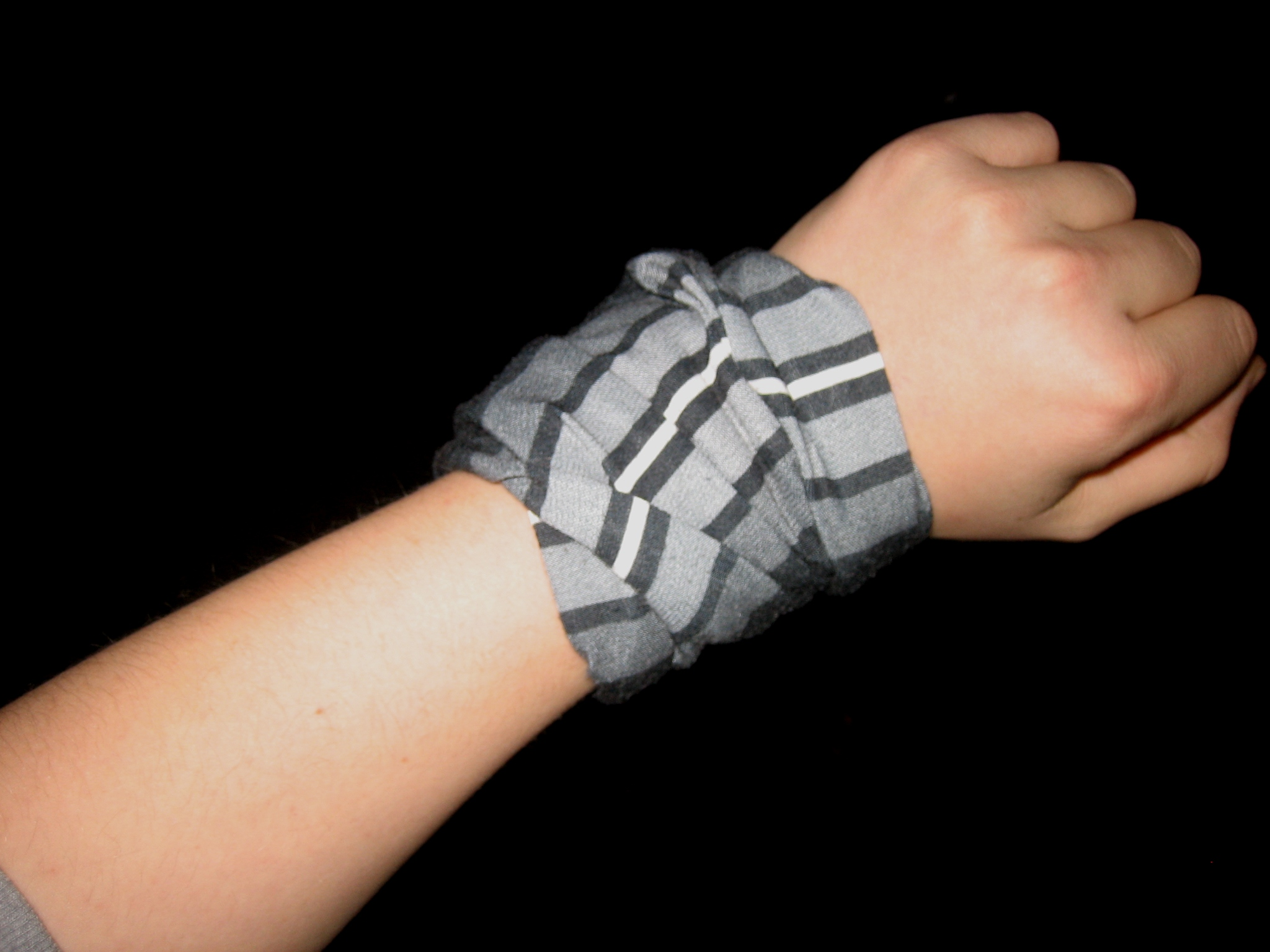
Schlauchtuch als Armband getragen

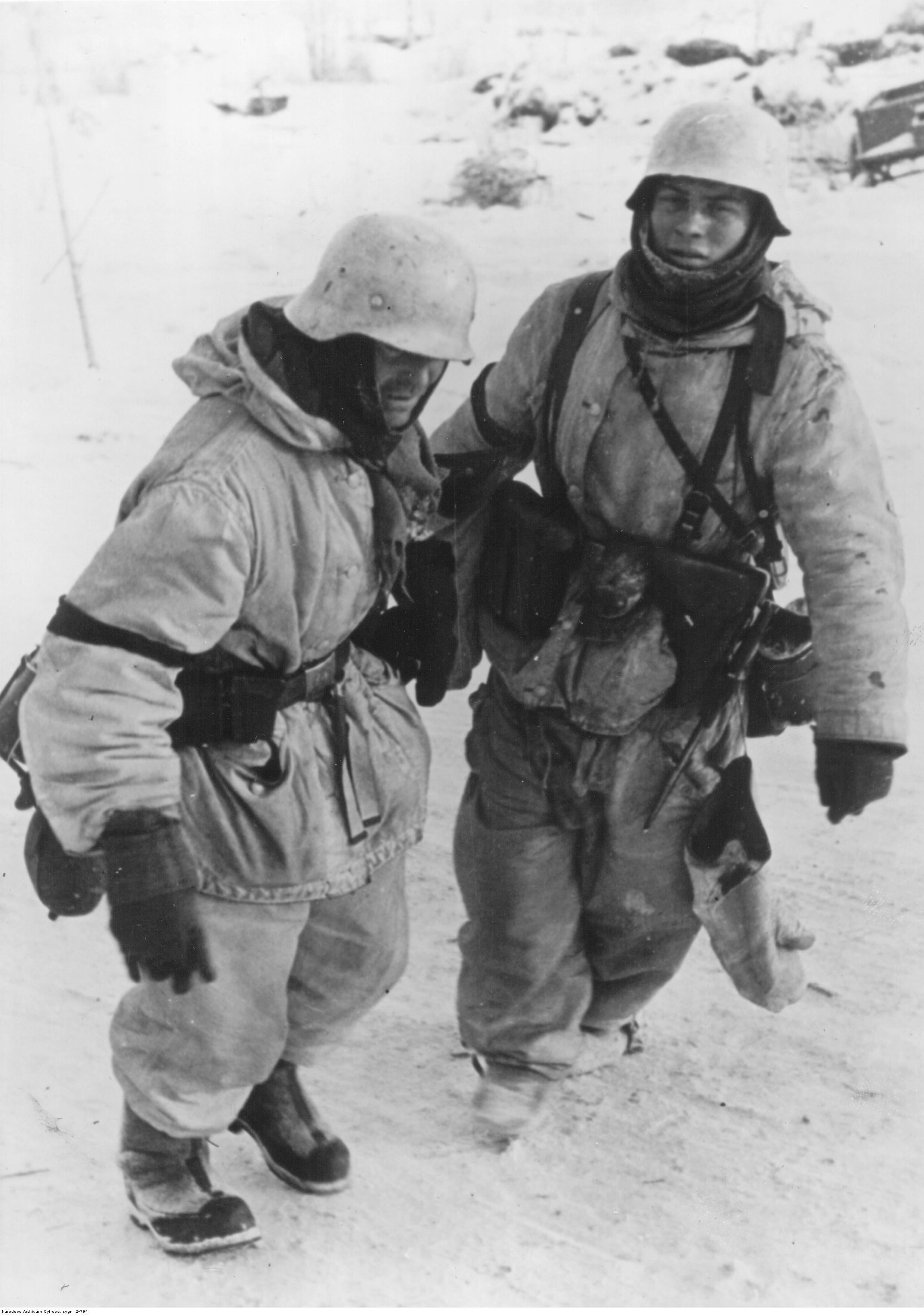
Deutsche Soldaten in Winteruniform mit Schlauchschal (1941/1944)

Ein Schlauchtuch, auch Schlauchschal oder Loop, mitunter Buff, ist ein Multifunktionstuch, das am Kopf, am Hals oder am Arm getragen werden kann. Es besteht aus einem meist gemusterten oder anderweitig farbig gestalteten quadratischen Stück elastischen Stoffs, bei dem zwei gegenüberliegende Seiten zusammengenäht wurden, sodass es einen „Stoffschlauch“ ergibt. Bei den heutigen Herstellverfahren wird aber eher auf die moderne Textilbearbeitung zurückgegriffen. Hierbei sind die Multifunktionstücher ohne Naht und aus einem Stück gearbeitet.

## Anwendung
Das Schlauchtuch ist für Läufer, Radfahrer und Motorradfahrer geeignet, je nach Anwendung vor allem, um vor Kälte zu schützen. Für den Extrembereich gibt es auch besondere Tücher, die mit Fleece verarbeitet sind. Das Tuch kann als Halstuch, Schal, Armband, Stirnband, Haarband, Sturmhaube oder Kopftuch verwendet werden.